# Чапља кашикара
Чапља кашикара или бела кашикара (Platalea leucorodia) је птица из породице ибиса.
- Поднебље: југоисток Европе, централни и јужни делови Азије.
- Станиште: области богате водом, приобаље обрасло врбама и трском.
- Морфологија: дужина до 1,0 m, маса 1-1,2 kg, распон крила 115-135 cm, белог перја, кљун и ноге црни.
- Животни век: преко 28 година.

## Начин живота
Селице. Hajчeшћe бораве у плићацима. Назив су добиле по кљуну који је при врху проширен тако да пoдceћa на кашику. Живе у колонијама од 6 до 160 птица. Повремено једре, користећи топле ваздушне струје. Гнезде се у колонијама, једанпут годишње, од априла до маја, у јужној, ређе у у западној Европи, и у Азији и северној Африци. Чапље кашикаре из Европе зимују у Средњој и Источној Африци, а азијске у Индији и Кини. Женка полаже 3-5 јаја, на којима оба родитеља, на смену, леже до 25 дана, а затим се заједно брину о младима. Млади се осамостале крајем другог месеца живота.
Исхрана се састоји од акватичних инсеката, мекушаца, љускара, црва, жаба и мањих риба 10-15 cm дугих. Случајно са животињском храном уносе и алге и мање делове акватичних биљака.

## Распрострањење у Србији
У Србији је на Списку ретких и заштићених врста птица. Регистрована је, поред осталог, у специјалном резервату природе Засавица (Сремска Митровица). У мају 2007. овде су забележена два розе примерка. То су обичне беле чапље кашикаре којима је перје прешло у розе боју због велике количине ракова којима су се храниле, што је појава позната код фламингоса. На акумулацији Међувршје у Овчарско-кабларској клисури први налаз регистрован је 2019. На Царској бари између Бегеја и Тисе чапља кашикара зимује, а има је и на Обедској бари, новокнежевачком рибњаку, бари Трсковачи код Руме итд.